# Josef Táborský
Josef Táborský (* 23. září 1951 Jičín) je český politik, v letech 2010 až 2016 senátor za obvod č. 37 – Jičín, v letech 2008 až 2016 zastupitel Královéhradeckého kraje (v letech 2008 až 2012 navíc i 1. náměstek hejtmana), zastupitel města Kopidlno a člen ČSSD.

## Vzdělání, profese a rodina
Vystudoval management řízení na Vysoké vojenské škole pozemního vojska ve Vyškově, management řízení zdrojů na Vojenské akademii v Brně a postgraduální studium Vojenské akademie v Brně. V letech 1974–2000 působil jako voják z povolání. V období 2000–2006 pracoval jako vedoucí týmu programového a projektového řízení ministerstvu obrany.

## Politická kariéra
Mezi lety 1978–1989 byl členem KSČ. V roce 2000 vstoupil do ČSSD.
Od roku 2002 zasedá v zastupitelstvu města Kopidlno, kde v letech 2006–2008 zastával post starosty. V komunálních volbách v roce 2014 obhájil post zastupitele města za ČSSD.
V roce 2004 kandidoval do zastupitelstva Královéhradeckého kraje z 28. místa, ale nebyl zvolen. Ve volbách 2008 byl zvolen zastupitelem Královéhradeckého kraje a do roku 2012 vykonával funkci 1. náměstka hejtmana. Ve volbách 2012 mandát krajského zastuputele obhájil a působil rovněž jako radní kraje pro oblast ekonomiky. Ve volbách v roce 2016 již nekandidoval a skončil tak i na pozici radního kraje.
V senátních volbách 2010 se stal senátorem, přestože jej v první kole porazil dosavadní senátor Jiří Liška v poměru 27,21 % ku 24,97 % hlasů, ve druhém kole ovšem zvítězil se ziskem 54,09 % hlasů. Ve volbách v roce 2016 svůj mandát za ČSSD v obvodu č. 37 – Jičín obhajoval. Se ziskem 14,18 % hlasů skončil na 3. místě a do druhého kola nepostoupil. Senátorský mandát tak neobhájil.